# Powstanie kurlandzkie

Kurlandia w XVIII wieku

Powstanie kurlandzkie (łot. Kurzemes sacelšanās) – walki wojsk Rzeczypospolitej z wojskami rosyjskimi, które miały miejsce w dniach 25 czerwca – 12 sierpnia 1794 na obszarze Kurlandii podczas insurekcji kościuszkowskiej.
Powstanie kościuszkowskie objęło Kurlandię z chwilą, gdy liczący około 1500 żołnierzy i 2 działa oddział generała majora powiatu telszewskiego Antoniego Wojtkiewicza, będący częścią działającej na pograniczu Żmudzi i Kurlandii dywizji generała lejtnanta Tomasza Wawrzeckiego, zajął bez walki Lipawę, rozbrajając mały garnizon kurlandzki. Wybuch powstania na terenie Kurlandii doprowadził do przerwania połączenia lądowego między Prusami a Rosją.
Uroczyste ogłoszenie aktu powstania Księstwa Kurlandzkiego nastąpiło 28 czerwca. Generałem majorem księstwa wybrany został Ernest Jan Karol Mirbach, który natychmiast przystąpił do tworzenia lokalnych oddziałów. Głoszone przez powstańców hasła wolności i równości przyciągnęły do powstania miejscowych mieszczan i chłopów. Jedynie kurlandzka szlachta, w większości mająca niemieckie pochodzenie, odnosiła się do powstańców z wrogością.
Zaniepokojony rozszerzeniem się powstania na obszar Kurlandii rosyjski generał Siergiej Golicyn wysłał z Bowska do Lipawy oddział w sile 1100 żołnierzy i 8 dział dowodzony przez podpułkownika Fiodora Kozlainowa, do którego niebawem dołączył oddział kurlandzki w sile 200 żołnierzy i 2 dział. Nie czujący się na siłach powstańcy w nocy 11 lipca opuścili Lipawę i wycofali się w kierunku Dorbian. Kozlainow 12 lipca zajął opuszczone miasto i nałożył na nie kontrybucję.
W potyczkach, do których doszło 24 i 25 lipca w okolicach Lipawy z litewskimi oddziałami dowodzonymi przez generała majora powiatu kowieńskiego Ignacego Prozora, wojska rosyjskie poniosły znaczne straty, a sam Kozlainow został ciężko ranny. Na początku sierpnia przybył do Dorbian Wawrzecki, przyprowadzając ze sobą znaczne posiłki liczące około 3000 żołnierzy i 8 sierpnia po krótkiej walce odzyskał Lipawę. Pozostawił w mieście garnizon i ruszył w pościg za cofającymi się siłami Kozlainowa, które uchodziły w kierunku Mitawy.
Wkrótce po wycofaniu się Rosjan powstańcy opanowali całą zachodnią część Kurlandii do rzeki Windawy. Jeden z powstańczych oddziałów opanował dobra książęce Alszwangen (Alsunga) i zajął leżące nad Bałtykiem portowe miasto Windawę.
Kres kurlandzkiemu powstaniu położyła kapitulacja Wilna (insurekcja wileńska), do której doszło 12 sierpnia. Wawrzecki zmuszony został do ewakuacji swych sił z Lipawy i w sierpniu wycofał się na Żmudź.